# Pilipinas Super League
La Pilipinas Super League (PSL) è una lega professionistica maschile di pallacanestro nelle Filippine. Fondata nel 2021, partecipano alla competizione 11 squadre.

## Storia
La Pilipinas Super League (PSL) è stata fondata nel dicembre 2021 da alcuni ex dirigenti della Pilipinas VisMin Super Cup, una lega regionale maschile di pallacanestro composta da squadre provenienti dalle regioni di Visayas e Mindanao, in particolare dall’ex CEO Rocky Chan e dall’ex COO Chelito Caro. Chan ha assunto la carica di presidente della PSL, mentre Caro è stato nominato commissario della lega. Nel gennaio 2022, l’ex cestista professionista Marc Pingris è stato nominato nuovo commissario, succedendo a Caro. La lega comprende anche divisioni giovanili per le squadre Under-21 e Under-18.
La PSL ha organizzato il suo primo torneo della Divisione Pro, chiamato Pearl of the Orient Cup, al quale hanno partecipato otto squadre in diverse sedi di Mindanao. Tra queste vi erano due ex squadre della Maharlika Pilipinas Basketball League: i Basilan Peace Riders e i Davao Occidental Tigers, con questi ultimi che si sono aggiudicati il titolo inaugurale. Il secondo torneo Pro si è svolto nello stesso anno con la denominazione di DUMPER Cup, ed ha visto la partecipazione di sedici squadre. A vincere sono stati i Pampanga G Lanterns, che hanno sconfitto i Tigers, campioni in carica.
A metà del 2023, la PSL ha subito cambiamenti nella gestione, con l’ingresso del nuovo presidente Cris Bautista e del nuovo commissario di lega Allan Caidic. Dopo il loro abbandono, la precedente dirigenza ha fondato un’altra lega di basket, la Sinag Liga Asya. La nuova dirigenza della PSL ha invece lanciato il terzo torneo della Divisione Pro, la President's Cup, la più grande competizione della lega fino a quel momento, con la partecipazione di 19 squadre. A vincerla sono stati i Quezon Titans.
L’8 maggio 2024, la PSL è diventata parte ufficiale della federazione nazionale di pallacanestro, il Samahang Basketbol ng Pilipinas.
La lega ha annunciato l’avvio della PSL President's Cup 2024–2025, che inizierà il 21 dicembre 2024 presso il Filoil EcoOil Centre di San Juan.

## Formato
Nel formato attuale, utilizzato per la stagione 2024-2025, tutte le squadre partecipanti disputano inizialmente un girone all’italiana singolo, in cui ogni squadra affronta una volta ciascuna delle altre. Al termine della stagione regolare le prime due in classifica ottengono l'accesso diretto alle semifinali play-off, mentre le squadre dal terzo al decimo posto al termine della regular season si qualificano per la prima fase ad eliminazione diretta. Nel primo turno le squadre si affrontano in delle serie in cui la squadra peggio posizionata deve riuscire a battere per due volte l'avversaria per ottenere l'accesso alla fase successiva. Lo stesso principio vale anche per il secondo turno dei play-off, mentre la serie delle semifinali e quella della finale si giocano al meglio delle tre partite.

## Squadre attuali
L'elenco delle squadre che hanno preso parte alla stagione 2024-2025.
| Squadra                        | Città                    | Sponsor                                     | Ingresso lega | Allenatore        |
| ------------------------------ | ------------------------ | ------------------------------------------- | ------------- | ----------------- |
| Biñan Tatak Gel                | Biñan, Laguna            | Beast Motorcycle Tire GameX Sports          | 2023-24       | Boyet Fernandez   |
| Caloocan Batang Kankaloo       | Caloocan                 | N.D.                                        | 2022-23       | Gabby Espinas     |
| Chichi Albayanos Wild Catz     | Albay                    | N.D.                                        | 2024-25       | Jade Padrigao     |
| Pablo Valiant Kings            | Davao del Norte          | Pablo EscoBets                              | 2024-25       | Nel Prado         |
| GenSan Warriors                | General Santos           | N.D.                                        | 2024-25       | Elvis Tolentino   |
| Pangasinan Heatwaves           | Pangasinan               | Abono Partylist                             | 2024-25       | Jerson Cabiltes   |
| Pilipinas Navy Aguilas         | varie                    | Philippine Navy                             | 2024-25       | Winston Sergio    |
| Similan Black Fox              | Isole Similan, Tailandia | Pureblends Corporation                      | 2024-25       | Raymond Valenzona |
| San Juan Knights               | San Juan                 | Powerball Marketing & Logistics Corporation | 2022-23       | Randy Alcantara   |
| Lipa Batangas Stallions        | Lipa, Batangas           | Top Tier Athletics                          | 2024-25       | Mark Pangilinan   |
| Marikina Verdiamonds Jewellers | Malabon/Marikina         | Verdiamonds Jewelry Incorporated            | 2024-25       | Eric Sy           |

## Albo d'oro
| Edizione                     | Campione                 | Serie | Finalista                  |
| ---------------------------- | ------------------------ | ----- | -------------------------- |
| 2022 Pearl of the Orient Cup | Davao Occidental Tigers  | 2–0   | Cagayan de Oro Higalas     |
| 2022-23 DUMPER Cup           | Pampanga Giant Lanterns  | 2–0   | Davao Occidental Tigers    |
| 2023-24 President's Cup      | Quezon Huskers           | 3–1   | Nueva Ecija Rice Vanguards |
| 2024-25 President's Cup      | Caloocan Batang Kankaloo | 2–1   | San Juan Knights           |